# بيتر فوكس (لاعب دوري الرغبي بريطاني)
بيتر فوكس (بالإنجليزية: Peter Fox)‏ هو لاعب دوري الرغبي بريطاني، ولد في 5 نوفمبر 1984 في يورك في المملكة المتحدة.

## روابط خارجية
- بيتر فوكس على موقع ItsRugby.co.uk (الإنجليزية)